# Níjniaia Txernavka
Níjniaia Txernavka (en rus: Нижняя Чернавка) és un poble de l'óblast de Saràtov, a Rússia, segons el cens del 2010 tenia 935 habitants. Pertany al districte municipal de Volsk.